# Deportista europeo del año
Deportista europea del año de la PAP es un galardón anual otorgado por la Agencia de Prensa Polaca. Un grupo de 27 agencias de noticias internacionales considera para el premio tanto a atletas masculinos como femeninos. El ganador se anuncia cada año el segundo día de Navidad.
Las 27 agencias que forman parte del panel son: EFE (España), France Presse (Francia), Agerpress (Rumania), ANP (Países Bajos), APA (Austria), ATA (Albania), Belga (Bélgica), Belta (Bielorrusia), BTA Bulgaria), CTK (República Checa), DPA (Alemania), Elta (Lituania), FENA (Bosnia y Herzegovina), HINA (Croacia), LETA (Letonia), Lusa (Portugal), Moldpres (Moldavia), SDA-ATS (Suiza), SHGSK (Kosovo), SID (Alemania), Sita (Eslovaquia), STA (Eslovenia), Tanjug (Serbia), TASS (Rusia), Ukrinform (Ucrania) y PAP (Polonia).